# Banc d'âne
Pour les articles homonymes, voir Banc.

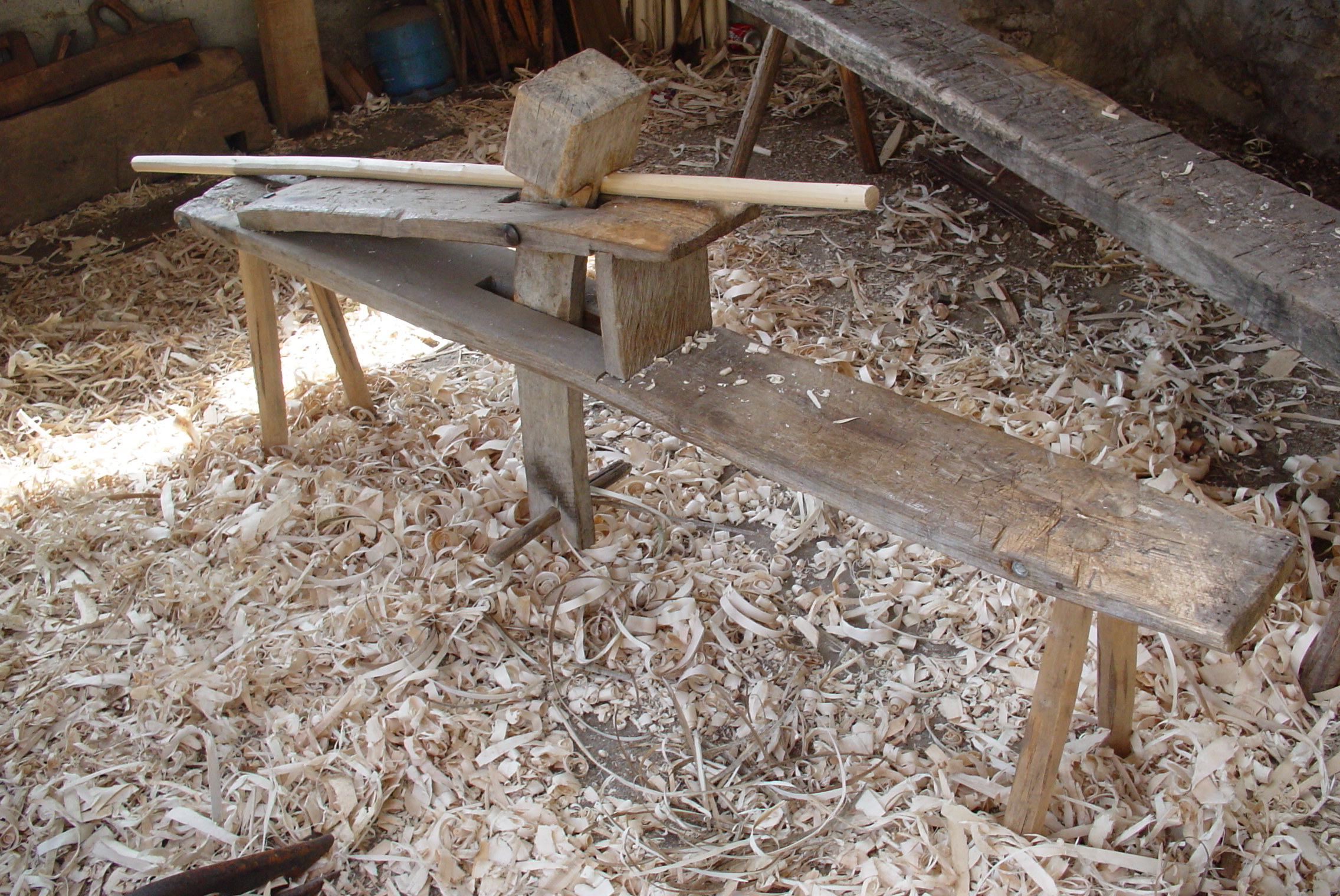
Banc d'âne utilisé pour la mise en forme de manches.

 Le banc d'âne, ou selle à planer, est utilisé en menuiserie, en boissellerie, par les tavaillonneurs et à la ferme où il sert à dégauchir, appointir les échalas, les manches d'outils et les petits piquets. Le tonnelier l'utilise dans la mise en forme des douelles de tonneaux.
Ce banc est muni d'un levier actionné par les pieds permettant de maintenir solidement une pièce de bois pendant son appointage. L'opérateur est assis à califourchon et travaille la pièce de bois avec les mains.
Lors d'un travail à la plane, l'effort de traction sur l'outil induit une poussée plus grande sur les repose-pieds. La mâchoire serre alors davantage. Il suffit de relâcher un peu la pression pour changer la position de la pièce à appointir ou à amincir.
En Belgique, le banc d'âne est appelé « chevalet à planer ». L'axe du levier y est généralement constitué de goupilles amovibles. Le levier est muni de plusieurs trous. Selon les trous utilisés pour placer les goupilles, on peut travailler des pièces de bois de diverses épaisseurs. Ce « chevalet » était également utilisé par les charrons.

## Annexes

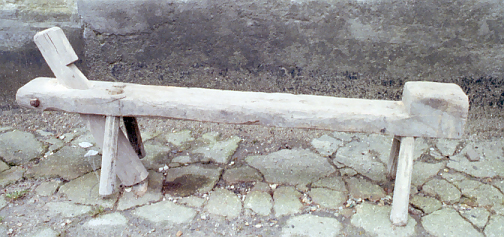
autre modèle
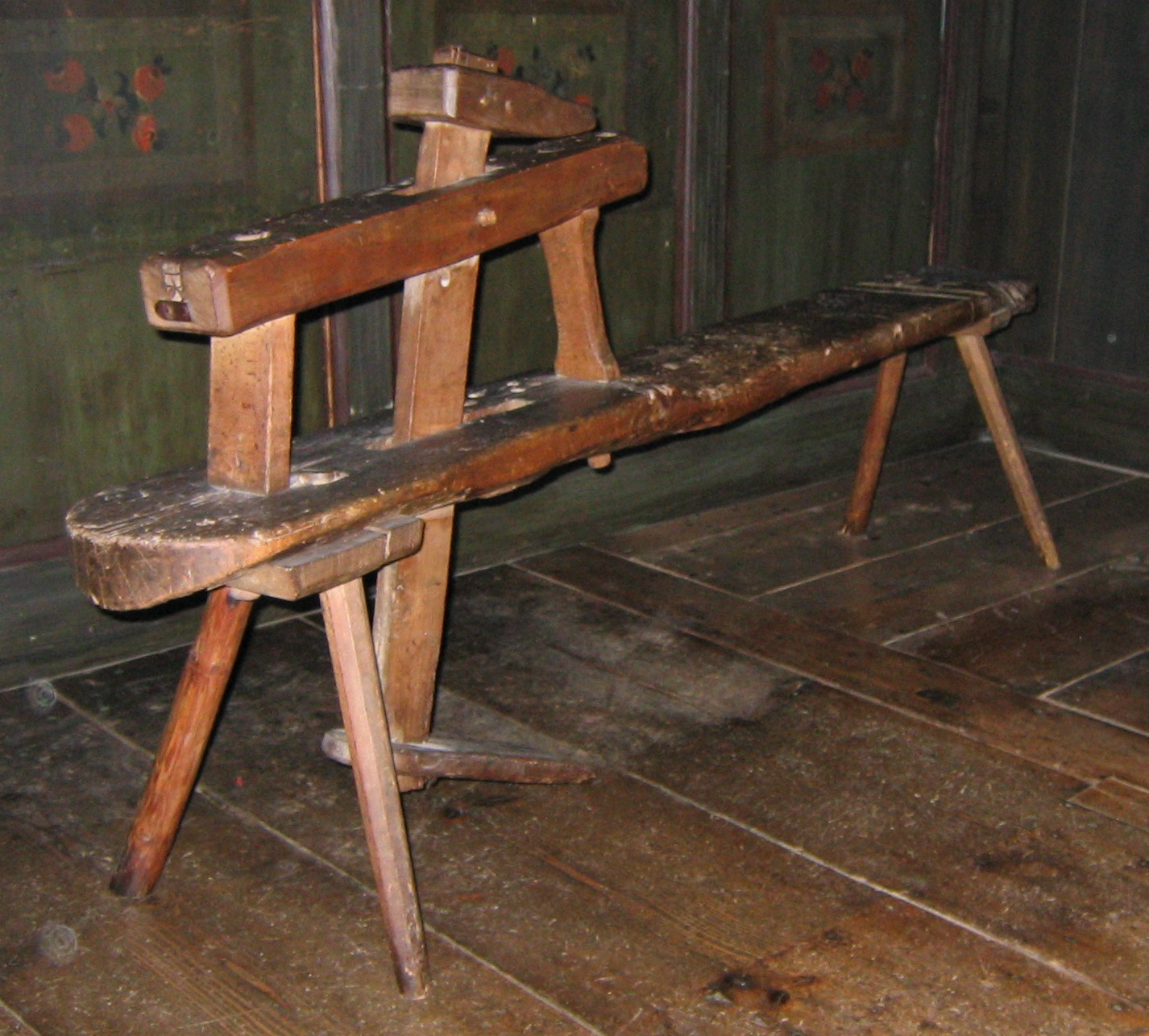
autre modèle